# Accent Records
Accent Records est un label discographique belge de musique ancienne et classique, basé en Flandre.

## Histoire
Le label est fondé en 1978 par Adelheid et Andreas Glatt (un luthier allemand), publiant de la musique classique allant de 1500 au XXe siècle, mais surtout des XVIIe et XVIIIe siècles. Andreas Glatt a été ingénieur du son pour d'autres labels belges, comme Eufoda.
Dès sa naissance, le répertoire essentiel d'Accent est la musique ancienne, notamment des œuvres tombées dans l'oublie qui ne sont données que rarement au concert ou même rarement enregistrées. Étonnamment, ces œuvres ne sont pas que de compositeurs obscurs ou inconnus, mais aussi parmi les plus populaires, tels Scarlatti, Schütz et Telemann. Pourtant, ces raretés ne sont pas enregistrées purement pour leur rareté par Accent, mais surtout parce qu'elles sont des œuvres négligées mais importantes et gravées à la demande personnelle des artistes qui l'interprètent.
Les artistes qui enregistrent ou ont enregistré pour Accent, sont parmi les plus célèbres interprètes dans le domaine de la musique ancienne : les frères Kuijken, Barthold, Sigiswald et Wieland, René Jacobs, Jos van Immerseel, Konrad Junghänel, Erik Van Nevel, María Cristina Kiehr, Paul Dombrecht, Frank Theuns, et Marcel Ponseele avec son ensemble il Gardellino, mais aussi de jeunes artistes comme Ewald Demeyere, Luca Guglielmi, ou de nouveaux ensembles comme le Collegium 1704, sous la direction de Václav Luks.

## Artistes
- Luc Devos (pianoforte)
- Paul Dombrecht (hautbois, chef)
- Roel Dieltiens (violoncelle)
- René Jacobs (contre-ténor)
- Konrad Junghänel (luth)
- Robert Kohnen (clavecin)
- Sigiswald Kuijken (violon, viola da gamba, chef)
- Barthold Kuijken (traverso)
- Wieland Kuijken (violoncelle, viole de gambe)
- Marcel Ponseele (hautbois)
- Raphaella Smits (guitare)
- Liuwe Tamminga (orgue)
- Frank Theuns (traverso)
- Jos van Immerseel (pianoforte)
- Erik Van Nevel avec Currende (vocal et ensemble instrumental)
- La Petite Bande (ensemble)
- La Colombina (ensemble)
- Concerto Palatino (ensemble)
- Batzdorfer Hofkapelle (ensemble)
- Private Musicke (ensemble)
- Stylus Phantasticus (ensemble)
- Il Gardellino (ensemble)
- Collegium 1704 (ensemble)
- Cantus Cölln (ensemble)
- Arthur Schoonderwoerd (pianoforte)
- L'Ensemble Cristofori (ensemble)
- Buddy Merrill (guitare)